# Cherokeeïta
La cherokeeïta és un mineral de la classe dels sulfats. Rep el nom dels cherokees, l'asentament dels quals es troba a uns 36 km de la mina de Redmond, la localitat tipus d'aquesta espècie.

## Característiques
La cherokeeïta és un sulfat de fórmula química [Pb₂Zn(OH)₄](SO₄)(H₂O). Va ser aprovada com a espècie vàlida per l'Associació Mineralògica Internacional l'any 2022 i publicada a l'any següent. Cristal·litza en el sistema monoclínic.
Les mostres que van servir per a determinar l'espècie, el que es coneix com a material tipus, es troben conservades a les col·leccions mineralògiques del Museu d'Història Natural del Comtat de Los Angeles, a Los Angeles (Califòrnia) amb els números de catàleg: 76216, 76217 i 76218.

## Formació i jaciments
Va ser descoberta a la mina Redmond, situada a Waterville Lake, dins el comtat de Haywood (Carolina del Nord, Estats Units). Aquesta mina estatunidenca és l'únic indret de tot el planeta on ha estat descrita aquesta espècie mineral.